# 커피소년
커피소년(본명: 노아람, 1981년 4월 22일 ~ )은 대한민국의 싱어송라이터이다. 2010년 싱글 `사랑이 찾아오면`으로 데뷔하였다.

## 학력
- 동의대학교 작곡과 (졸업)

## 음반 목록

### 2019년
- 《믿음》 (싱글) 6월 5일

2018년
- 《아픈 손가락》 (싱글) 9월 14일
- 《대충해요》 (싱글) 5월 25일
- 《너여서 너라서 너니까》 (시를 잊은 그대에게(tvN 월화드라마) OST - Part.3) 4월 2일
- 《그냥 거기에 있어요》 (싱글) 3월 21일

2017년
- 《낭만》 (5번째 EP) 12월 6일
- 《첫 정이라 못떼요》 (싱글) 9월 12일
- 《여름밤 탓》 (4번째 EP ) 6월 7일
- 《산다는건 다 그런게 아니겠니》 (KBS Cool FM 사랑하기 좋은날 이금희입니다 10주년 기념 특별 음반) 4월 7일
- 《안녕 오로라》 (싱글) 2월 17일
- 《그럴리없어요》 (싱글) 1월 17일

2016년
- 《내가 왜이럴까》 《푸른 바다의 전설》 (SBS 수목드라마 OST - Part.8) 12월 29일
- 《사랑해 그 말보다》(싱글)9월 19일
- 《찾았다》《미녀 공심이》 (SBS 주말 특별기획 드라마 OST) 6월 11일
- 《무심하게 툭》(싱글)6월 10일
- 《떠난대도》 《72초TV - 오구실》 (웹드라마 OST) 6월 9일
- 《꽃》(정규앨범 4집) 3월 24일

2015년
- 《토닥토닥 쓰담쓰담》(싱글)12월 7일

- 《충분해》(싱글)9월 8일
- 《도시남자》(싱글)7월 24일
- 《힘내》(정규앨범 3집) 3월 30일

2014년
- 《나를 사랑하자》(싱글)12월 5일
- 《너는 깃털처럼 가벼워서》(싱글)11월 3일
- 《아침에 비타민》(싱글)9월 4일
- 《다리미》(싱글)8월 5일
- 《커피소년 세 번째 음악 로스팅》(3번째 EP) 5월 30일
- 《사랑의 비겁자》(싱글)4월 25일
- 《영어》(싱글)3월 10일

2013년
- 《사나이로 태어나서》(정규앨범 2집) 11월 19일
- 《행복해》(싱글)7월 15일
- 《나빌레라》(싱글)4월 8일
- 《빈자리》(싱글)3월 6일

2012년
- 《크리스마스엔》(싱글)12월 6일
- 《카푸치노》(싱글)11월 19일
- 《기다림》(정규앨범 1집) 10월 4일
- 《바보》(싱글)7월 18일
- 《오늘도 굿나잇》(싱글)5월 9일
- 《커피소년 두 번째 음악 로스팅》(두번째 EP) 3월 28일
- 《이게 사랑일까》(싱글)3월 19일
- 《칼로리송》(싱글)2월 7일

2011년
- 《That's nothing》(싱글)12월 20일
- 《그대 내게 올때》(싱글)11월 10일
- 《웃는다》(싱글)8월 11일
- 《커피소년 첫 번째 음악 로스팅》(첫번째 EP) 7월 15일
- 《상처는 별이 되죠》(싱글)5월 20일
- 《여드름》(싱글)3월 24일

2010년
- 《장가갈 수 있을까》(싱글)12월 24일
- 《아메리카노에게》(싱글)11월 1일
- 《그대를 내 안에》(싱글)9월 28일
- 《사랑이 찾아오면》(싱글)8월 19일

## 저서
- 기다림 - 커피소년의 마음로스팅 (커피소년 글, 코코미 그림, 로스팅뮤직, 2013년 1월 20일) ISBN 9788996992103

## 방송 활동
- 《미스터리 음악쇼 복면가왕》(MBC, 2019년 5월 19일, 5월 26일, 참가자) - 상상도 못한 교통정체 (2라운드)
- 《사랑하기 좋은 날 이금희입니다》(KBS 2FM, 매주 토요일 - 혼자라서 그래, 2015년 1월 3일 ~ 2015년 12월 27일, 게스트)
- 《푸른밤, 종현입니다》(MBC FM4U, 매주 화요일 The Radio 2 - 끝장 토론, 2014년 11월 18일 ~ 2017년 3월 28일, 게스트)
- 《유인나의 볼륨을 높여요》(KBS Cool FM, 2011년 11월 11일 ~ 2014년 12월 26일)
- 《오늘아침 정지영입니다》(MBC FM4U, 2022년 9월 6일~현재, 화요일 게스트)